# British Rail řada 08

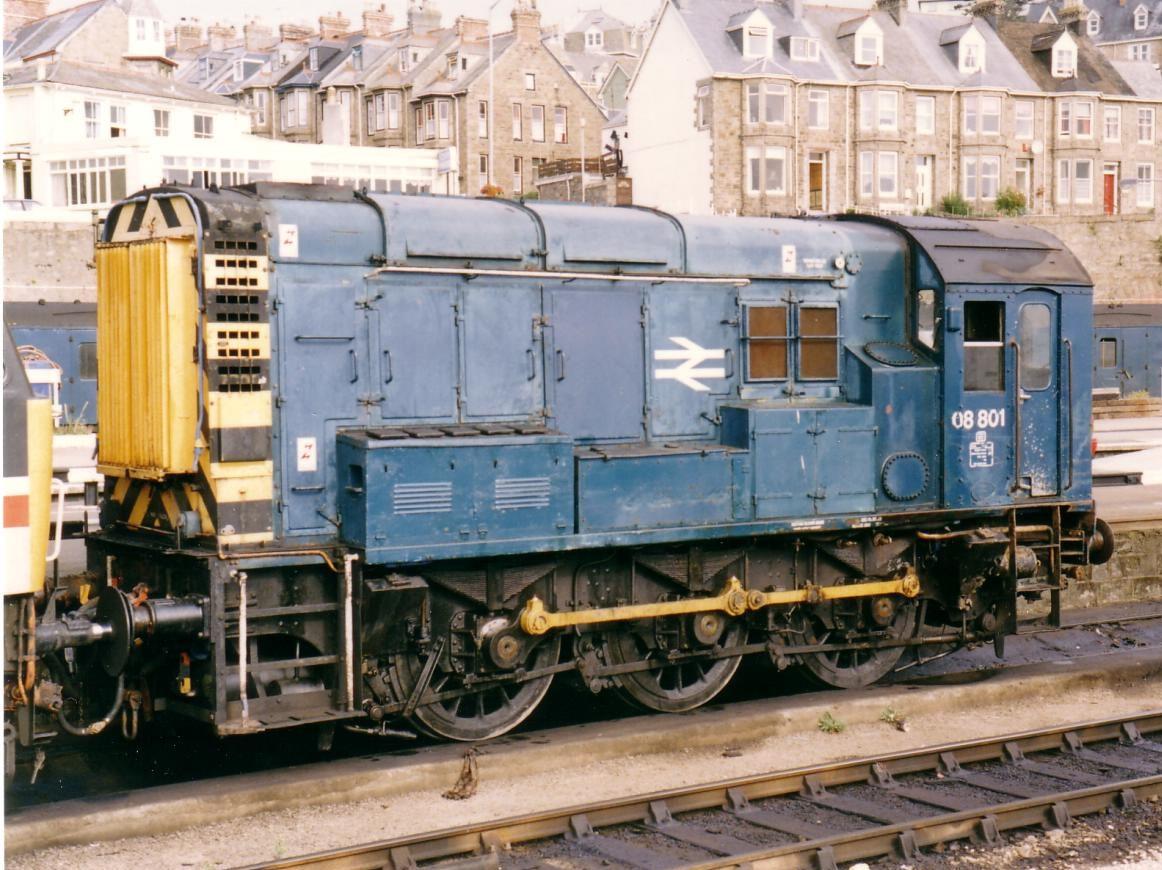
British Rail řada 08

British Rail řada 08 je série 996 dieselelektrických posunovacích lokomotiv britské společnosti British Rail. 

## Historie a konstrukce
Byly vyrobeny v letech 1952–1962. Jejich maximální povolená rychlost je 15 mil za hodinu [24 km za hodinu] nebo 20 mil za hodinu [32 km za hodinu]. V roce 2008 jich bylo ještě 40 v provozu. Velmi podobná jim byla již neexistující řada 13, kterou tvořily jenom tři lokomotivy.

## V beletrii
Ve sérii Lokomotiva Tomáš jsou lokomotivní postavy Diesel, Arry a Bert, Splatter a Dodge, Paxton, Sidney a Dieselový posunovač členové této řady.